# Olga Rinnebach

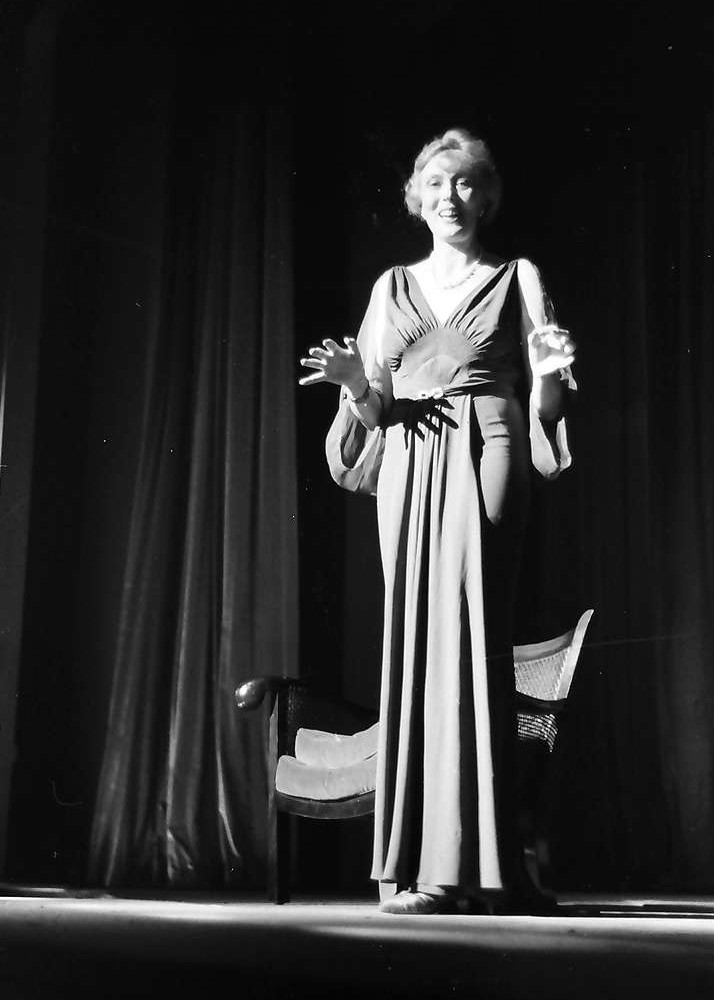
Olga Rinnebach im Kabarett der Komiker, September 1938

Olga Rinnebach (* 24. Februar 1899 in Marseille; † 30. Januar 1957 in Berlin-Tiergarten) war eine deutsche Kabarettistin, Diseuse und Musikerin.

## Leben

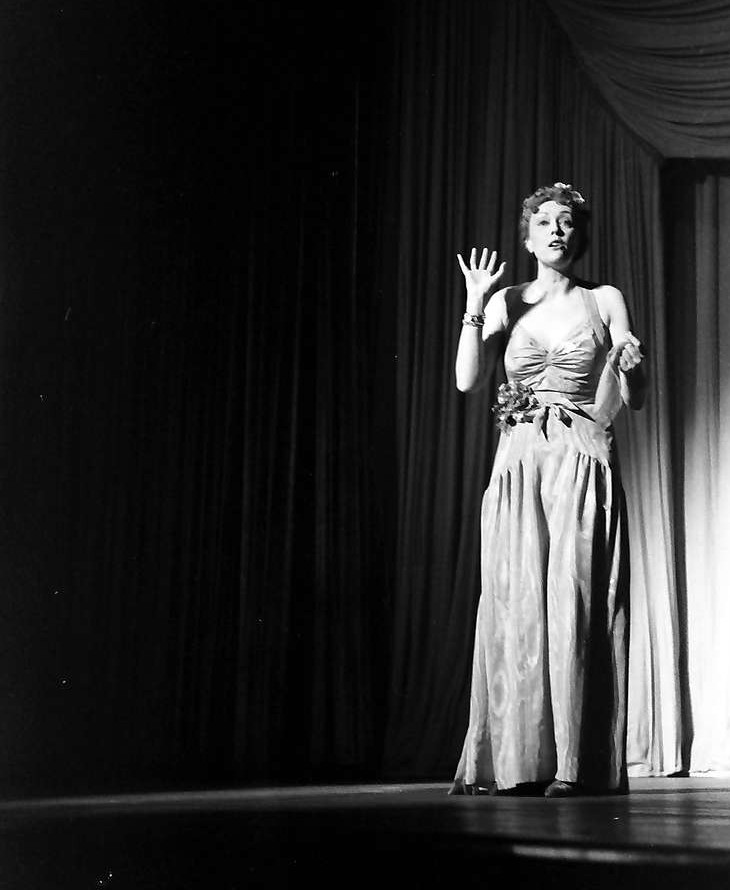
Olga Rinnebach im Wintergarten, April 1939

Geboren in Frankreich, verbrachte Olga Rinnebach ihre Kindheit in Moskau und Dresden. Um das Spielen der Laute zu erlernen, nahm sie Unterricht bei Heinrich Scherrer und erhielt darüber hinaus eine Gesangsausbildung in Wien. Im Jahre 1938 wurde Olga Rinnebach von Willi Schaeffers an das Kabarett der Komiker in Berlin engagierte, wo sie vielfach von Conny Dähn und Robert T. Odeman am Klavier begleitet wurde. Sie war zudem 1939 auch im Berliner Wintergarten zu sehen. Bei ihren Auftritten begleitete sich Olga Rinnebach gelegentlich selbst mit der Laute.
Während des Dritten Reiches führte sie vorübergehend mit Robert T. Odeman bis zu dessen Verhaftung 1942 eine Scheinbeziehung, um ihn vor Verfolgung wegen seiner Homosexualität durch die Behörden zu schützen.
In den Nachkriegsjahren trat sie wieder gemeinsam mit Odeman auf. So ist im Jahr 1948 (Februar und März) ein gemeinsames Gastspiel in Hamburg nachgewiesen. Im September 1954 gab sie mit Conny Dähn in der Betriebspoliklinik der Volkswerft Stralsund Konzerte. Weiterhin sind in dieser Zeit regelmäßige Auftritte an kleinen Bühnen in Berlin zu verzeichnen.
Olga Rinnebach verstarb 1957 nach schwerer Krankheit im Westteil von Berlin.